# Jazda wołoska
Jazda wołoska, roty wołoskie, chorągwie wołoskie (pot. wołosi) – oddziały lekkiej jazdy autoramentu narodowego w granicach Korony Królestwa Polskiego, a później Rzeczypospolitej Obojga Narodów w XVI-XVIII wieku.

## Geneza
Żołnierzy nazywano wołochami dla odróżnienia od tatarów (jazdy tatarskiej na Litwie) i kozaków (jazdy kozackiej na Ukrainie), pełniących podobne funkcje, lecz uzbrojonych i ubranych nieco inaczej. Nazwa wywodzi się od Mołdawian, gdyż wówczas po staropolsku Mołdawię nazywano Wołoszą lub Wołochami, a Wołoszczyznę określano jako Multany (od krainy Muntenia).
Nie używali uzbrojenia ochronnego z wyjątkiem oficerów, z których niektórzy posiadali pancerze, a niektórzy tarcze (np. w 1652 roku). Ich bronią zaczepną była szabla lub pałasz oraz pistolet i łuk lub rusznica, czasem rohatyna, a od 1676 roku krótka dzida. Używali koni gorszej jakości niż wszystkie inne rodzaje jazdy. Ich główne zadania, to rozpoznanie, ubezpieczanie reszty wojsk i komunikacja między nimi, podjazdy, „chwytanie języka” i pościg za uciekającym nieprzyjacielem.
Rekrutacja do oddziałów wołoskich odbywała się na terenie Hospodarstw Mołdawii i Wołoszczyzny, kiedy stosunki między nimi a Rzecząpospolitą były neutralne. Najemnikami byli wyłącznie ochotnicy. Oddziały formowane były systemem towarzyskim. Rotmistrz, zazwyczaj Wołoch lub Mołdawianin, udawał się na teren Księstw Naddunajskich, gdzie ogłaszał, że poszukuje ludzi do polskiego wojska. Ci mieli zgłaszać się towarzysko, z pocztowymi lub bez nich. Każdy towarzysz miał obowiązek uzbroić i wyposażyć w konie siebie i cały 3-osobowy poczet, a kiedy nie było go stać na pocztowych, to służył sam. Poczty składały się głównie z plebsu. Każdy towarzysz-plebejusz, po przekwalifikowaniu chorągwi na kozacką lub pancerną, mógł otrzymać awans na oficera, co było pierwszym stopniem do indygenatu (dla obcokrajowca) lub nobilitacji (dla Polaka, Litwina lub Rusina) za zasługi na polu walki i wejścia w zamknięty krąg szlachty polskiej. Od 1672 roku istniał w nich duży odsetek Polaków, głównie Podlasian i Mazowszan, a także Kozaków i Rusinów, czasem służyli nawet Serbowie i Turcy.

## Formowanie
Chorągiew stanowiła podstawową jednostkę organizacyjną i taktyczną, walczącą w szyku ustawionym w 3 szeregi. Początkowo oddziały te liczyły od kilku do kilkudziesięciu żołnierzy, a od 1552 roku, od 100 do 150 żołnierzy. Od 1663 roku, w wyniku nacisków sejmowych na zmniejszanie liczby pocztowych i zatrudnianie ochotników bez pocztów, poczty składały się tylko z dwóch „koni” (towarzysz i pocztowy), co spowodowało spłycenie szyku chorągwi do dwóch szeregów. Zamiana oddziałów wołoskich na tatarskie, kozackie lub pancerne albo z tatarskich na wołoskie było zjawiskiem częstym.
W latach 1621–1651 mieszano doraźnie 5-12 chorągwi jazdy różnego rodzaju (husaria, pancerni, kozacy, wołosi, tatarzy) w ramach formowania pułków przed konkretnym zadaniem lub bitwą, co od 1653 miało już charakter stały, tzn. pod jednym dowódcą służył jeden i ten sam pułk. Za czasów hetmaństwa Jana Sobieskiego, po każdej kampanii zmieniał on nieco skład pułków, mieszając je między sobą, dla lepszego zagospodarowania pieniędzy przeznaczonych na komput.

## W latach 1506–1717
Od 1506 roku tworzyli pierwsze roty w prywatnych wojskach polskich magnatów. Niektóre z nich służyły za państwowy żołd w formacjach obrony potocznej. W wojsku kwarcianym do 1648 roku odnotowano istnienie tylko dwóch takich chorągwi, gdyż do zapewnienia łączności i zwiadu większa ich liczba nie była potrzebna. Funkcje lekkiej jazdy do tego czasu z powodzeniem pełniła jazda kozacka i lisowczycy.
Po pierwszych klęskach Polaków w czasie powstania Chmielnickiego w bitwach nad Żółtymi Wodami i pod Korsuniem, zaciągnięto w latach 1651–1652 trzynaście nowych chorągwi wołoskich werbując intensywnie na terenie obu Księstw Naddunajskich. Po rzezi pod Batohem ich liczba wzrosła do ok. 1500 w wyniku problemów z ponowną, pośpieszną rekrutacją do wzmacnianych wojsk suplementowych na terenie Korony. Podczas potopu szwedzkiego, II wojny północnej i wojny polsko-moskiewskiej 1654-1667, w wyniku przewagi sił przeciwników, często dochodziło do wojny szarpanej, w której główną rolę grały lekkie oddziały jazdy wołoskiej i tatarskiej. Pustoszyły one tereny na tyłach wroga, odcinały dostawy zaopatrzenia, niszczyły tabory i nękały główne armie. Taktykę tę z powodzeniem stosował Stefan Czarniecki. W 1658 łączna liczba służących w polskiej armii tatarów i wołochów wynosiła 4800, w tym 19 chorągwi wołoskich i 24 tatarskie, po około 120 koni w każdej.
W 1663 roku rozwiązano większość oddziałów wołoskich za uczestnictwo w wojskowym Związku Święconym, część żołnierzy posiadających pancerze wcielono do pancernych, a część zasiliła jazdę kozacką. Sejm unikał wydawania pozwoleń na formowanie oddziałów składających się z elementu narodowo obcego, ze względu na ich wyjątkową lojalność względem króla okazaną podczas rokoszu z lat 1665-1666, szczególnie w bitwie pod Częstochową i pod Mątwami, przeciwko zbuntowanej szlachcie. W razie potrzeby zaciągano dodatkowe chorągwie, ale w czasie pokoju natychmiast je rozwiązywano. W 1675 roku w całej jeździe lekkiej służyło, zaledwie 660 żołnierzy.
W latach 1675–1683 nastąpił ponowny masowy nabór spowodowany wojnami z Turcją (1672-1676 oraz 1683-1699) i liczba chorągwi wynosiła nawet 26 w 1676 r. Za panowania Jana III Sobieskiego wprowadzono kilka zmian. Organizowano ich byli w osobne pułki z połączonych chorągwi tatarsko-wołoskich, których liczebność zmniejszyła się do ok. 60-100 koni. Pułkownika wybierano spośród rotmistrzów. Oficerami (rotmistrz, porucznik, chorąży) byli zazwyczaj Polacy, a towarzyszami i pocztowymi także Rusini i Mołdawianie. Jazda lekka stanowiła 1/5 wojska. Od 1683 roku tatarów oraz wołochów nazywano oficjalnie lekką jazdą.
W latach 1689–1694 łączna liczba wołochów wynosiła 2500 żołnierzy, aby w 1699 ostatecznie spaść do 600 jezdnych, a od roku 1717 w ogóle nie pojawiają się w armii polskiej.